# Psiholeptic
Psiholepticele sunt medicamente care induc un efect de calmare asupra unei persoane. Exemple de clase de medicamente care sunt psiholeptice includ: barbituricele, benzodiazepinele, non-benzodiazepinele, fenotiazinele, opioidele, carbamații, etanolul, antidepresivele, antiepilepticele și neurolepticele.